# Cumbres de Tuxpango
Cumbres de Tuxpango är en ort i Mexiko.   Den ligger i kommunen Ixtaczoquitlán och delstaten Veracruz, i den sydöstra delen av landet, 230 km öster om huvudstaden Mexico City. Cumbres de Tuxpango ligger 1 067 meter över havet och antalet invånare är 390.
Terrängen runt Cumbres de Tuxpango är huvudsakligen kuperad, men söderut är den bergig. Terrängen runt Cumbres de Tuxpango sluttar österut. Runt Cumbres de Tuxpango är det ganska tätbefolkat, med 100 invånare per kvadratkilometer. Närmaste större samhälle är Córdoba, 12,6 km öster om Cumbres de Tuxpango. I omgivningarna runt Cumbres de Tuxpango växer i huvudsak städsegrön lövskog.